# Tàngel
Tàngel és una pedania i partida rural del municipi d'Alacant adjacent amb el terme municipal de Mutxamel. El petit nucli de població, d'escassos 36 habitants, es compon d'una vintena de cases i l'església dedicada a la Mare de Déu de les Virtuts, situades als dos costats de l'antiga carretera que unia Alacant amb Sant Joan, just després de creuar el pont sobre la rambla del Juncaret. Entre les cases de la pedania destaquen la Casa Gran, una casa senyorial ja documentada en 1876 i el Casino de Tángel, casa edificada en 1916.
Les festes de la pedania són en honor de la patrona, la Mare de Déu de les Virtuts, i se celebren el 4 de juny.
El nom prové del mateix origen que el municipi marroquí Tànger.